# Marian Szeja
Marian Henryk Szeja, né le 20 août 1941 à Siemianowice Śląskie (Pologne) et mort le 25 février 2015,,, est un gardien de but de football, international polonais à quinze reprises. Il a notamment gagné la médaille d'or aux Jeux olympiques d'été de 1972.

## Éléments biographiques
Il évolue au Zagłębie Wałbrzych, en Pologne, jusqu'en 1973, et recueille au passage une médaille d'or olympique aux jeux de Munich, en 1972, sans être entré en jeu durant le tournoi.
Il franchit alors le rideau de fer pour venir jouer en France, au FC Metz. Il y reste une saison, en 1973-1974. À l'issue de cette saison, il est recruté par l'AJ Auxerre, qui vient d'accéder à la deuxième division en terminant quatrième de D3 derrière trois réserves professionnelles. Il y est finaliste de la coupe de France en 1979 et reste jusqu'en 1980, année de la montée de l'AJ Auxerre en première division.

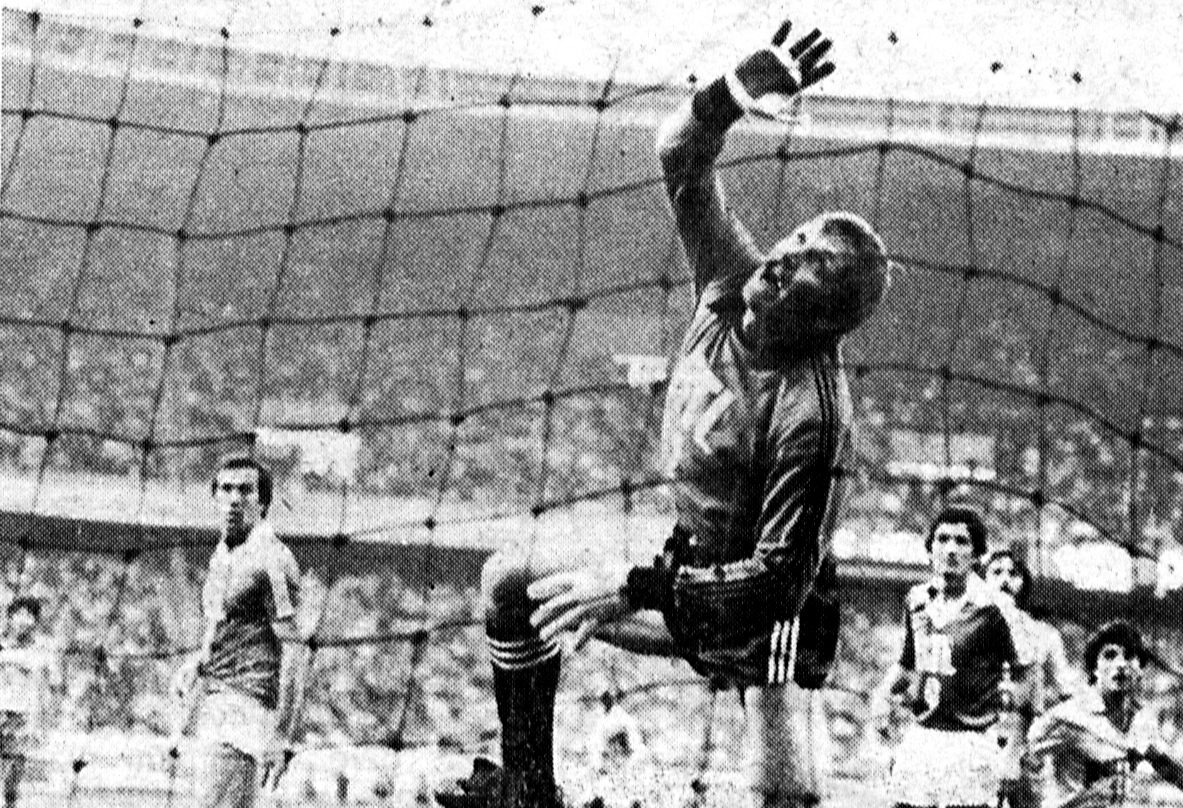
Finale de la coupe de France (1979, Parc des Princes)

Lors de son passage à Auxerre, il joue dans le film Coup de tête, interprétant le rôle du gardien de Trincamp.
Après sa retraite sportive, il revient régulièrement dans l'Yonne, et participe notamment à la formation de deux gardiens internationaux français de l'AJ Auxerre, Bruno Martini et Lionel Charbonnier. Il est, par ailleurs, chauffeur de taxi jusqu'à l'âge de la retraite.

## Carrière

### En équipes de jeunes
- 1955-1960 : Unia Kędzierzyn (Pologne)

### En équipes professionnelles
- 1960-1973 : Zagłębie Wałbrzych (Pologne)
- 1973-1974 : FC Metz (France)
- 1974-1980 : AJ Auxerre (France)

## Palmarès

### En sélection nationale
- vainqueur du tournoi de football des Jeux olympiques de 1972.

### En club
Avec l'AJ Auxerre :
- finaliste de la coupe de France 1979 ;
- champion de France de deuxième division 1979-1980.